# Head Automatica
Head Automatica é uma banda de pop rock formada em 2004 nos Estados Unidos.

## Membros
- Daryl Palumbo - vocal
- Jessie Nelson - teclado
- Jarvis Morgan Holden - baixo
- Craig Bonich - guitarra
- Jerry Rowe - bateria

## Discografia
- Decadence (2004)
- Popaganda (2006)
- Swam Damage (2009)